# Hans Friedrich Römer
Hans Friedrich (von) Römer, eigentlich Hannß Friedrich (von) Römer († 1740), war ein Domdechant des Hochstifts Merseburg und Abgeordneter des Sächsischen Landestages von 1722 in Dresden.

## Leben

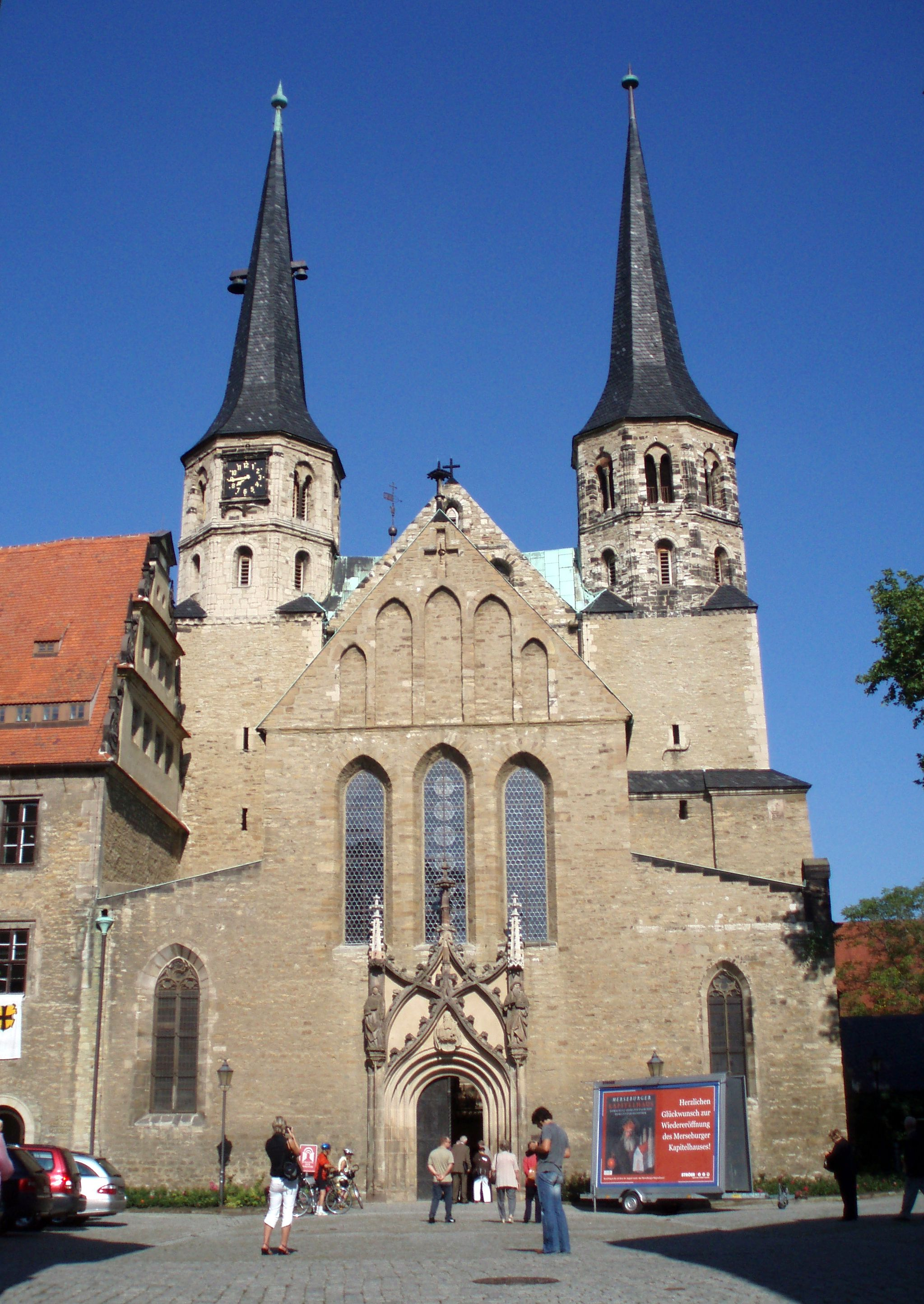
Merseburger Dom – Wirkungsstätte von Römer bis 1740

Er stammte aus dem vogtländisch-sächsischen Adelsgeschlecht Römer, dessen Vertreter bis in das 18. Jahrhundert auf die Verwendung des Adelsprädikates von in der Regel verzichteten.
Wie viele seiner Familienmitglieder wurde er Domherr und später zum Domdechanten am Merseburger Dom gewählt. Als solcher nahm er 1722 am Landtag in Dresden teil.